# Porcellio yemenensis
Porcellio yemenensis är en kräftdjursart som beskrevs av Barnard 1941. Porcellio yemenensis ingår i släktet Porcellio och familjen Porcellionidae. Inga underarter finns listade i Catalogue of Life.